# Empectida vethi
Empectida vethi är en skalbaggsart som beskrevs av Moser 1914. Empectida vethi ingår i släktet Empectida och familjen Melolonthidae. Inga underarter finns listade i Catalogue of Life.